# Tapinogyna perichroa
Tapinogyna perichroa là một loài bướm đêm trong họ Geometridae.